# Euptychia metagera
Euptychia metagera är en fjärilsart som beskrevs av Butler 1866. Euptychia metagera ingår i släktet Euptychia och familjen praktfjärilar. Inga underarter finns listade i Catalogue of Life.